# Paw – pojke mellan två världar
Paw – pojke mellan två världar (danska: Paw) är en dansk familjefilm från 1959 i regi av Astrid Henning-Jensen.

## Rollista i urval
- Jimmy Sterman - Paw
- Edvin Adolphson - Anders Nielsen, tjuvjägare
- Asbjørn Andersen - godsägaren
- Ninja Tholstrup - Yvonne, godsägarens dotter
- Karl Stegger - Hansen, betjänt
- Ebba Amfeldt - fru Hansen
- Grethe Høholdt - Inger, Hansens dotter
- Preben Neergaard - styrman
- Karen Lykkehus - Paws faster
- Helge Kjærulff-Schmidt - Jensen, lärare
- Rigmor Hvidtfeldt - fru Jensen
- Finn Lassen - barnhemsföreståndaren
- Svend Bille - onkel Frants
- Arthur Jensen - stinsen